# Montclair (Californie)
Pour les articles homonymes, voir Montclair.
Montclair est une municipalité située dans l’État américain de la Californie, dans le comté de San Bernardino. Selon le bureau du recensement des États-Unis de 2000, la population est de 33 049 habitants.

## Démographie
| 1960   | 1970   | 1980   | 1990   | 2000   | 2010   |
| ------ | ------ | ------ | ------ | ------ | ------ |
| 13 546 | 22 546 | 22 628 | 28 434 | 33 049 | 36 664 |